# TERF
TERF eller terf er et akronym for trans-ekskluderende radikal feminisme og for trans-ekskluderende radikal feminist. Begrebet blev første gang benyttet i 2008 og blev oprindeligt brugt til at skelne feminister med inkluderende holdning til transkønnede fra en gruppe af radikale feminister og socialkonservative, som afviser påstanden om, at transkvinder er kvinder, herunder transkvinder i kvinders private rum, og særlovgivning for transpersoner. Trans-inklusive feminister, der støtter transfeminisme hævder, at disse ideer og holdninger er transfobiske og diskriminerende over for transkønnede. Brugen af udtrykket TERF er siden blevet udvidet til at omfatte henvisninger til mennesker med trans-ekskluderende synspunkter, som ikke nødvendigvis er involveret i radikal feminisme.
Selvom begrebet TERF blev skabt for at være en "bevidst teknisk neutral beskrivelse", betragtes udtrykket nu typisk som nedsættende eller forhånende. Personer, der betegnes som TERF'er, afviser ofte denne etikette og beskriver i stedet deres overbevisning som kønskritisk. I den akademiske diskurs er der ingen klar konsensus om, hvorvidt brugen af begrebet TERF er nedsættende. Kritikere af betegnelsen har sagt, at det bliver brugt sammen med fornærmende eller krænkende retorik, mens andre akademikere har hævdet, at dette alene ikke gør det til en degraderende betegnelse.